# No. 2 Operational Conversion Unit RAAF
Le No. 2 Operational Conversion Unit (abrégé No 2 OCU) est une unité d’instruction au pilotage de chasse de la Force aérienne royale australienne, stationnée à la base aérienne de Williamtown, en Nouvelle-Galles du Sud. L’unité forme les pilotes aux manœuvres de pilotage du Lockheed Martin F-35A Lightning II. Les pilotes débutants sur le F-35 intègrent le No 2 OCU après avoir été qualifiés sur le pilotage d'avions rapides au No. 79 Squadron RAAF et suivi une instruction initiale au combat aérien au No. 76 Squadron RAAF. Une fois certifiés sur le F-35, ils sont affectés à l’une des unités opérationnelles du No. 81 Wing RAAF : le No. 3 Squadron RAAF, le No. 75 Squadron ou le No. 77 Squadron RAAF.
L’unité est créée en avril 1942 sous le nom de No. 2 Operational Training Unit (No 2 OTU) à Port Pirie (Australie-Méridionale), avant d’être transférée le mois suivant à la RAAF Station Mildura (Victoria). Le premier instructeur de l'unité est Alan Rawlinson. Durant la Seconde Guerre mondiale, l'unité assure la formation sur divers appareils, notamment les P-40 Kittyhawk, Vultee A-31 Vengeance, Avro Anson, CAC Boomerang, Supermarine Spitfire et Airspeed Oxford. Dissoute en mars 1947, l’unité est recréée en mars 1952 à Williamtown, en réponse au besoin de pilotes qualifiés pour servir durant la guerre de Corée. Elle prend son nom actuel, No 2 (Fighter) Operational Conversion Unit, en septembre 1958. Elle forme successivement les pilotes sur CAC Sabre, Dassault Mirage III, Macchi MB-326, F/A-18 Hornet, avant de recevoir les F-35.

## Rôle et équipement
La mission du No 2 Operational Conversion Unit consiste à « soutenir la préparation et la conduite des opérations de contrôle de l’espace aérien, d’interception et de soutien aérien offensif, en fournissant un personnel qualifié ». L’unité dépend du no 81 Wing, au sein de l’Air Combat Group,.
Le No 2 OCU est chargé des cours de conversion opérationnelle sur le F-35A Lightning II, avion de chasse de cinquième génération mis en service en 2019. L’unité accueille des élèves déjà formés aux jets rapides au no 79 Squadron de la base de Pearce, en Australie-Occidentale, puis ayant suivi l’instruction avancée au no 76 Squadron à Williamtown,. La plupart sont de jeunes recrues en phase d’entrée dans les forces opérationnelles, mais certains sont des « reconvertis », expérimentés sur d’autres types d’appareils. Les instructeurs du No 2 OCU comptent parmi les pilotes les plus aguerris de la RAAF, jouant souvent un rôle déterminant dans le développement de nouvelles tactiques en collaboration avec les formateurs en combat aérien des autres unités du no 81 Wing.